# برتونيلة تريبوتشية
برتونيلة تريبوتشية (الاسم العلمي: Bartonella tribocorum) هي نوع من البكتيريا تتبع جنس البرتونيلة من فصيلة البارتونيلات.